# John William Brodie-Innes
John William Brodie-Innes (* 10. März 1848 in Downe, Kent, England; † 8. Dezember 1923) war ein führendes Mitglied des Amen-Ra-Tempels des Hermetic Order of the Golden Dawn in Edinburgh.
Sein Vater (1815–1894) war seit 1846 Pfarrer in Kent tätig. Ebenso war sein Vater ein Freund und Vertrauter von Charles Darwin, welcher auch in Kent lebte. Als Rechtsanwalt war er Mitglied der Sette of Odde Volumes, eine Londoner bibliophile Gesellschaft, und 1911 deren Präsident.
Brodie-Innes schrieb Romane über Hexerei und Zauberei und es wird vermutet, er sei einer der okkulten Lehrer von Dion Fortune gewesen. Dion Fortune wurde auch von Moina Mathers und Dr. Theodore Moriarty unterrichtet.
Während den Auseinandersetzungen um den Golden Dawn blieb Brodie-Innes MacGregor Mathers treu, und nach seinem Tod 1918 veröffentlichte er in der Ausgabe des The Occult Review von Mai 1919 einen liebevollen Nachruf mit dem Titel „MacGregor Mathers - Some Personal Reminiscences“.

## Werke
- Thomas A’Becket. A play in four acts. [Printed by Thomas Scott, London 1879?]
- Ye papyrus roll-scroll of ye Sette of odd volumes. Imprynted by Bror. C. W. H. Wyman, London 1888.
- Scottish witchcraft trials. Imprinted at the Chiswick press, London 1891.
- Comparative principles of the laws of England and Scotland. W. Green & sons, Edinburgh; Stevens & sons, London 1903.
- For the soul of a witch. A romance of Badenoch. Rebman Limited, London 1910.
- Tragedy of an indiscretion. John Lane, London; John Lane company, New York 1916.
- Golden rope. John Lane, London; John Lane company, New York 1919.